# Christian Jolibois
Pour les articles homonymes, voir Jolibois.
Œuvres principales
- Les P'tites Poules

Christian Jolibois, né le 19 mars 1948 près de Paris, est un comédien et auteur français de livres pour la jeunesse.

## Biographie
À 17 ans, il suit des cours de théâtre et obtient un 1er prix de Comédie au conservatoire de Saint-Maur. En 1969, comédien, il rejoint à Lausanne en Suisse pour quatre années, la Cie d’Alain Knapp, Homme de théâtre qui déclenchera chez lui le goût de l’écriture. De retour à Paris, il écrit et joue ses propres spectacles (Tiens, j’suis ficelé sur les rails, Y’a encore une bombe dans l’berceau du gamin…)
En 1982, remarqué par Philippe Bouvard il va participer à la formidable aventure du Petit Théâtre émission TV la plus regardée en France durant quatre années. Il fonde ensuite une compagnie de Théâtre jeune public à Paris qu’il animera jusqu’en 1998.
Dans le même temps, il publie une quarantaine de livres pour enfants. En 1995, il rencontre l’illustrateur Christian Heinrich à qui il propose le texte de La petite poule qui voulait voir la mer, première collaboration qui les mènera au succès de la saga des P'tites poules (3 millions d’albums vendus en France, une vingtaine de traductions dans le monde et un dessin animé).
Il est aussi le scénariste de deux séries BD, Lucy Poids Plume (Ed. Milan) et Tranche-Trognes artisan bourreau (Gallimard).

## Œuvres
- Jean qui dort et Jean qui lit (illustrations de Christian Heinrich), Pocket, 2006
- Les P'tites Poules, la bête et le Chevalier (illustrations de Christian Heinrich), Pocket, 2005
- On passe tous à la télé ! (illustrations de Christine Frasseto), Flammarion, 2004
- Nom d'une poule ! On a volé le soleil (illustrations de Christian Heinrich), Kid Pocket (série Les P'tites Poules), 2003
- Le chevalier à la rose, Milan Cadet, 2003
- Le cadeau du désert (illustrations de Claire Legrand), Milan Cadet, 2003
- Le chat du Maharadja, Albin Michel, 2003
- Le jour des loups, Albin Michel, 2003
- Danger ! Jules est amoureux (illustrations de Christine Frasseto), Flammarion Castor Poche, 2003
- Vacances au galop pour Mimie (illustrations de Christine Frasseto), Flammarion Castor Poche, 2003
- Mimie et le cheval blanc (illustrations de Christine Frasseto), Flammarion Père Castor, 2002
- Cindy fait du cinéma (illustrations de Christine Frasseto), Flammarion Père Castor, 2002
- Le jour où mon frère viendra, Kid Pocket (série Les P'tites Poules), 2002
- Le Grand voyage de Mimolette, Flammarion Castor Poche, 2002
- Un poulailler dans les étoiles (illustrations de Christian Heinrich) Kid Pocket (série Les P'tites Poules), 2002
- Victor maître à bord  (illustrations de Christine Frasseto), Flammarion Père Castor, 2002
- Morgane relève le défi (illustrations de Christine Frasseto), Flammarion Père Castor, 2002
- Quelle galère pour Jules (illustrations de Christine Frasseto), Flammarion Père Castor, 2002
- Journée pourrie pour Litchi (illustrations de Christine Frasseto), Flammarion Père Castor, 2002
- Batterie et lunettes noires, Flammarion Père Castor, 2001 (PRIX CHRONOS CE1-CE2 2002)
- Antoine Chalumeau ne répond plus, Flammarion Père Castor, 2001
- Drôles d'oiseaux, Flammarion Père Castor, 2001
- Le chevalier jongleur, Milan Cadet, 2001
- Albertine la langoustine et les extra-merestres, en collaboration avec Romain Drac (Sous le pseudo : Léon de Hurlevent), Flammarion Père Castor, 2001
- Ma Tribu à Lascaux, Flammarion Père Castor, 2000
- Cocolico, Flammarion Père Castor, 2000
- Kidnappée par les Sioux, Milan Cadet, 2000
- Pour faire un bon petit Chaperon, en collaboration avec Romain Drac, Milan, 2000
- La Petite poule qui voulait voir la mer, Kid Pocket (série Les P'tites Poules), 2000
- Le Super-Broute-Papier, Flammarion Père Castor, 1999
- Maître cuistot sur un arbre perché, en collaboration avec Romain Drac, Milan Cadet, 1999

### Filmographie
- « Christian Heinrich et Christian Jolibois », in Christian Heinrich et Christian Jolibois ; Christian Voltz, film réalisé par Thierry Mercadal, On Stage, Lyon, Cap Canal, 2010, 26 min (DVD)